# 2016 SS55
2016 SS55 est un objet épars d'un diamètre d'environ 200 km, découvert en 2016. 